# Kuivinen Ridge
Kuivinen Ridge är en bergstopp i Antarktis. Den ligger i Östantarktis. Nya Zeeland gör anspråk på området. Toppen på Kuivinen Ridge är 1 750 meter över havet, eller 349 meter över den omgivande terrängen. Bredden vid basen är 0,28 km.
Terrängen runt Kuivinen Ridge är kuperad åt nordost, men åt sydväst är den bergig. Trakten är obefolkad. Det finns inga samhällen i närheten.